# Carmella Flöck
Carmella Flöck (* 28. Oktober 1898 in Innsbruck; † 20. Dezember 1982 ebenda) war eine österreichische Widerstandskämpferin und Überlebende des Konzentrationslagers Ravensbrück.

## Leben

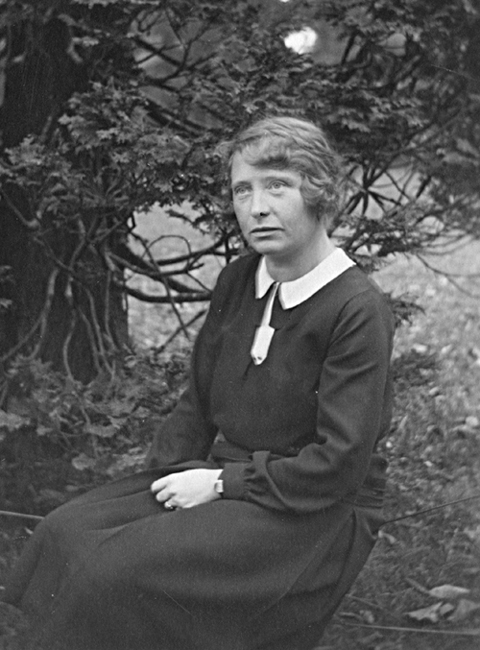
Carmella Flöck in den 1920er Jahren

Carmella Flöck kam als außereheliches Kind der Schneiderin Juliane Flöck in Innsbruck zur Welt. Nach Besuch der Volksschule, der Mädchenbürgerschule und der Handelsschule der Ursulinen in Innsbruck arbeitete sie von 1915 bis 1923 bei einer Bank. Sie fiel einem Personalabbau zum Opfer und schlug sich mit Gelegenheitsarbeiten durch. In dieser Zeit nahm ihre Mutter ein anderes außereheliches Mädchen als Ziehkind auf. Carmella Flöck schlüpfte nun in eine Art Mutterrolle für ihre um 24 Jahre jüngere Ziehschwester. 1925 trat Flöck eine Stelle im Sekretariat des Landesverbandes der katholischen Arbeitervereine Tirols an. Diese christlichen Arbeitervereine waren nach den Grundzügen der Enzyklika Rerum Novarum von Papst Leo XIII. gegründet worden. Flöck arbeitete zuletzt in führender Position im Verbandssekretariat, bis es die Nationalsozialisten am 11. März 1938 besetzten und in weiterer Folge die katholischen Arbeitervereine auflösten. 
Carmella Flöck begann 1938 als Sekretärin beim Architekten Franz Baumann zu arbeiten. Sie blieb dem NS-Regime gegenüber ablehnend eingestellt und wurde deshalb von einem Bekannten in dessen Widerstandsgruppe aufgenommen. Sie warb für diese Widerstandsgruppe neue Mitglieder an und war als Kurierin tätig. Da die Gruppe einem Verrat zum Opfer fiel, verhaftete die Gestapo Carmella Flöck am 10. Oktober 1942. Nach mehrmonatiger Haft im Landesgefangenenhaus Innsbruck wurde sie am 20. Februar 1943 mit der Häftlingsnummer 17046 in das Frauenkonzentrationslager Ravensbrück eingeliefert. Carmella Flöck überlebte das KZ trotz Typhuserkrankung. Nach der Befreiung kehrte sie nach Innsbruck zurück und arbeitete beim Bund der Opfer nationalsozialistischer Unterdrückung in Tirol und ab 1949 als Sekretärin des Landesrates und zeitweiligen Landeshauptmannstellvertreters Hans Gamper.

## Auszeichnungen
Carmella Flöck war Trägerin des Ehrenzeichens des Landes Tirol (1958) sowie des Ehrenzeichens für Verdienste um die Befreiung Österreichs (1977). 

## Werk
Nach ihrer Pensionierung 1961 hielt Carmella Flöck zwischen 1965 und 1970 ihre Erinnerungen an die Haft im Innsbrucker Landesgefangenenhaus und im KZ Ravensbrück schriftlich fest. Das Manuskript behielt sie bis zu ihrem Tod unter Verschluss. 2012 wurde ihr Bericht erstmals in Buchform publiziert. 